# Isosaari (ö i Finland, Norra Österbotten, Brahestad, lat 64,85, long 24,73)
Isosaari är en ö i Finland. Den ligger i älven Siikajoki och i kommunen Siikajoki i den ekonomiska regionen  Brahestads ekonomiska region  och landskapet Norra Österbotten, i den centrala delen av landet, 500 km norr om huvudstaden Helsingfors. Öns area är 17,5 hektar och dess största längd är 1,1 kilometer i sydöst-nordvästlig riktning.